# Josef Franz von Weckert

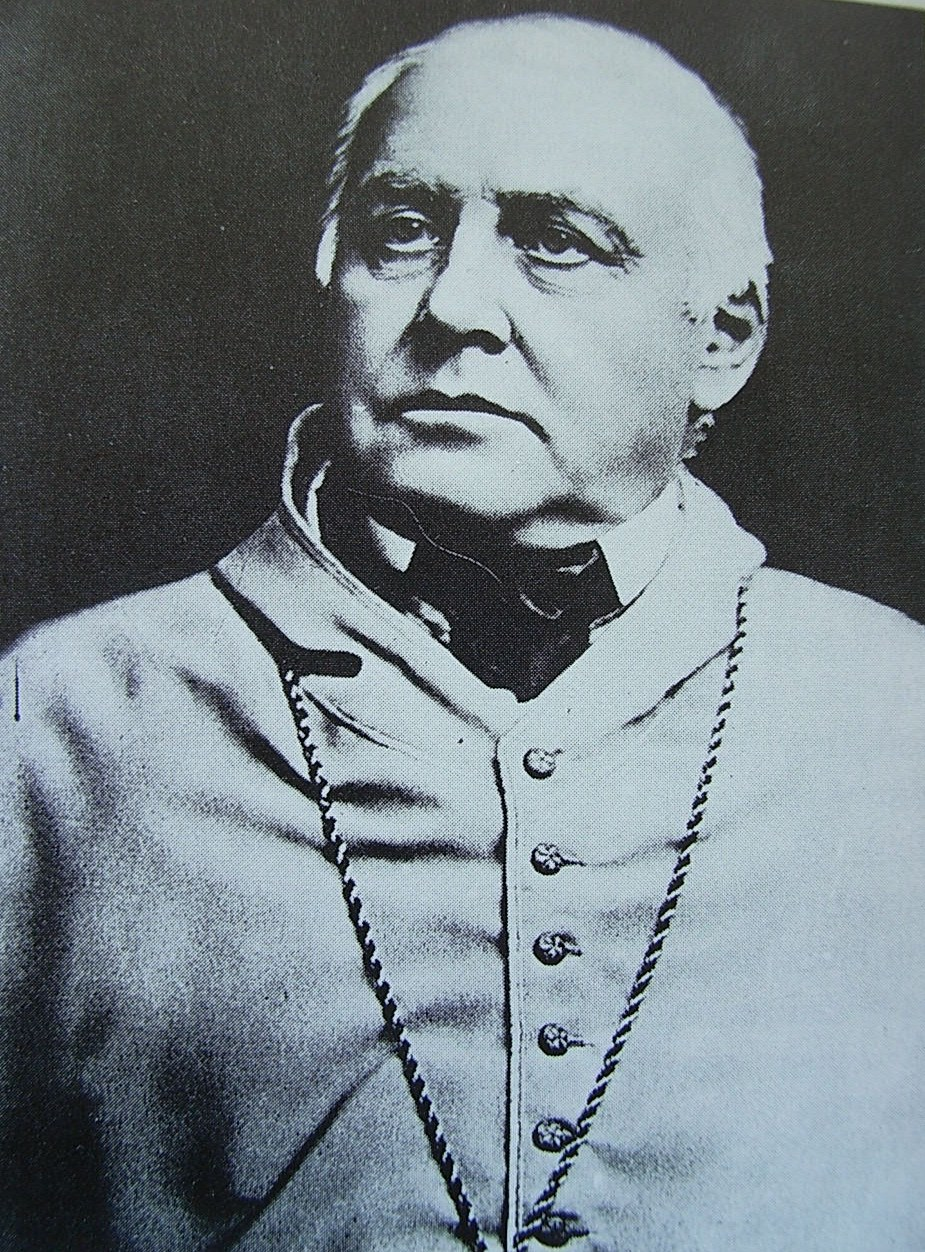
Joseph Franz von Weckert

Joseph Franz von Weckert (* 12. September 1822 in Wallerstein; † 13. März 1889 in Passau) war 76. Bischof von Passau.

## Leben
Er war der Sohn des Bräuverwalters Franz Alban Weckert und seiner Ehefrau Maria Bosch. Den Besuch des Gymnasiums in Dillingen an der Donau schloss er 1839 ab. Anschließend studierte er am dortigen Lyzeum Philosophie und seit 1841 in München zunächst die Rechte, dann Theologie. 1843 trat er in das Dillinger Klerikalseminar ein.
Weckert wurde am 2. April 1845 zum Priester geweiht. Er wirkte dann als Kaplan in Kleinerdingen bei Nördlingen und in Augsburg/St. Ulrich. 1848 wurde er Domvikar und Sekretär von Bischof Richarz. Diese Ämter übte er auch unter dessen Nachfolgern aus. König Ludwig II. nominierte ihn am 4. Oktober 1875 zum Bischof von Passau, die päpstliche  Ernennung folgte am 28. Januar 1876. Am 30. April 1876 wurde er in Passau von Erzbischof Gregor von Scherr zum Bischof geweiht. Mit Verleihung des Verdienstordens der Bayerischen Krone wurde er in den bayerischen persönlichen Ritterstand erhoben. 
Die durch seinen Vorgänger Heinrich von Hofstätter ausgeübte kirchliche Autorität und die Strenge in der Erziehung des Priesternachwuchses wurden durch ihn erheblich abgemildert. Krankheitsbedingt hatte Weckert jedoch wenig Kontakt zu den Bürgern oder zum eigenen Klerus, denn er konnte keine einzige Visitation und nur wenige Firmungen durchführen. Er starb am 13. März 1889 und liegt vor dem Pauli-Bekehrungsalter im Dom begraben. An ihn erinnert ein einfaches Denkmal an der Wand neben dem Altar. Nach ihm benannt ist außerdem die Bischof-Weckert-Straße in Wallerstein.